# Tipula (Pterelachisus) pseudovariipennis
Tipula (Pterelachisus) pseudovariipennis is een tweevleugelige uit de familie langpootmuggen (Tipulidae). De soort komt voor in het Palearctisch gebied.